# 協奏的大二重奏曲 (ウェーバー)
《協奏的大二重奏曲》（Grand Duo Concertant ）変ホ長調 作品48（J.204）は、カール・マリア・フォン・ウェーバーが1816年に完成させたクラリネットとピアノのための作品。

## 概要
ウェーバーのクラリネット作品の中で唯一、ハインリヒ・ヨーゼフ・ベールマンではなくヨハン・ジモン・ヘルムシュテットのために書かれた。3曲のクラリネット協奏曲（小協奏曲ハ短調、第1番ヘ短調、第2番変ホ長調）が書かれた1811年に着手され、第2、第3楽章は1815年に、第1楽章は1816年にベルリンで書き上げられた。
「協奏的大二重奏曲」という題名はヴィルトゥオーゾ風の幻想曲を示唆しているようにも思えるが、曲の規模や構成はソナタに近い。優れたピアニストでもあったウェーバーの技量を反映して、クラリネットとピアノは対等に扱われ、両者に高度な技巧が要求されている。

## 構成
- 第1楽章　アレグロ・コン・フォーコ 変ホ長調 2/2拍子

ソナタ形式。第一主題はピアノのスケールで始まり、豊富な楽想が次々に提示されていく。第二主題は音程の上下の少ないもので、動きの多い第一主題と対照をなしている。展開部、再現部が型通りに続き、クラリネットとピアノの両者が活発に動き続けて終わる。
- 第2楽章　アンダンテ・コン・モート ハ短調 3/4拍子

三部形式。前後の楽章とは対照的に憂鬱な表情の楽章で、クラリネットの劇的な表現力が存分に活用される。中間部はト長調に転じ、明るい表情を見せる。
- 第3楽章　ロンド、アレグロ 変ホ長調 6/8拍子

華やかな中にユーモアを覗かせるフィナーレ。穏やかに始まるが、ロンド主題が繰り返される度にピアノパートが充実していく。第二エピソードでは《魔弾の射手》を思わせる情熱的な歌が聴かれる。ロンド主題の最後の再現はピアノによって華やかに装飾され、第一エピソードの動機を用いた華麗なコーダで結ばれる。